# Ahmed Ben Triki
Œuvres principales
al-aïd kebir oua-l-ferdja fi bab al-djiad

Ya bnet el bahdja

Hark dhana mouhdjati

Saraqa al ghousnou qadda mahboubi

Ya habibi alach djafit
Ahmed Bentriki (en arabe : أحمد بن التريكي), parfois nommé Ben Zengli, né en 1650, à Tlemcen, et mort vers 1750, est un poète algérien. Il est l'un des plus grands auteurs du hawzi.

## Biographie
Ahmed Ben Triki naît à Tlemcen (à Derb Méliani, dans le quartier Haoumet bab el-djiad (« La porte des coursiers »)), dans la régence d'Alger, en 1650, d'un père d'origine turque et d'une mère arabe,. Il appartient donc au groupe des Kouloughlis (métisses) qui étaient nombreux à Tlemcen. Il est surnommé Ben Zengli, en référence au caractère rude et violent de son père et dont il aurait hérité, une autre explication : le surnom proviendrait du mot turc zenguin (signifiant « riche »),.
Ahmed commence à écrire de la poésie à un âge précoce et était l'élève du poète Saïd El-Mendassi. Ben Triki est banni de la ville de Tlemcen, à la demande de quelques pères de familles kouloughlis dont il décrivait et chantait les filles et les femmes. Il s'exile  dans la région des Béni Snassen.et y resta jusqu'à sa mort. Nombre de ses poèmes ont été écrits au cours de cette période de l'exil afin d'exprimer la séparation douloureuse de sa patrie. Son corps fut transféré à Tlemcen pour être enterré au cimetière ottoman, près de Sahridj N'bedda.
À son retour dans la régence d'Alger[réf. nécessaire], il compose principalement des panégyriques du prophète Mahomet. Néanmoins, son poème Gravé au plus profond de Mon Âme ! un poème religieux, a été un qasida (forme poétique originaire de l'Arabie préislamique) innovateur qui a fait l'éloge de la Kaaba à la Mecque ; Ben Triki a transposé les dispositifs soufi ghazal à l'origine appliqué à l'amour de Dieu ou du « bien-Aimé » à la description des caractéristiques physiques d'un lieu.

## Œuvre
Ben Triki est un des grands noms de la poésie populaire tlemcenienne, le hawzi. Il est répertorié parmi les poètes maghrébins les plus anciens. Son corpus poétique, composé dans le dialecte local, a été compilé dans diverses anthologies publiées à ce jour. Ces ouvrages traitent, de la vie de ce poète, mettant particulièrement en lumière son œuvre poétique remarquable. L'héritage poético-musical de Bentriqui se compose d'une variété de poèmes qui offrent une riche palette d'expressions, incluant des pièces descriptives, panégyriques et érotiques, chacune caractérisée par une forte saveur lyrique.
Son œuvre connue comporte vingt-et-un poèmes dont seize poèmes érotiques et quatre poèmes dithyrambiques en l'honneur du Prophète (madh). Certains poèmes et certaines pièces du genre zadjal lui sont attribués, mais n'ont pu être confirmés en raison de leur style faible. Sa langue oscille entre le registre littéraire et dialectal, toutefois elle témoigne d'une maîtrise remarquable et d'une ingéniosité incomparable. Ahmed Ben Triki, a été victime de l'effacement progressif de la mémoire. C'est grâce au modèle poético-musical du Hawzi, transmis par voie orale, que son œuvre a été partiellement préservée.
Ces pièces, à l'instar des autres poètes populaire du melhoun notamment Boumédiène Bensehla et Mohammed Benmsayeb, sont une source d'informations sur les mœurs de l'époque, l'état des mentalités et l'évolution de la langue. Ses poèmes ont mené son contemporain Mohammed Benmsayeb à louer le poète comme « un excellent génie [...], mais ce génie a mal choisi son logis », en référence à ses origines turques.
Ahmed Ben Triki est qualifié de « chantre du printemps et de l'amour ». Il est l'auteur du poème Rebiia (« Printanières »), un hymne dédié au printemps où Bentriqui évoque les fleurs, la nature. Ce poème s'inscrit dans la tradition littéraire andalouse, abordant les thèmes des fleurs et du printemps. À travers ces vers, l'auteur déploie avec une grande maîtrise le pouvoir enchanteur des mots, capturant les bruits et les parfums des jardins du palais d'el Kalaa, où se trouve le tombeau de Sidi Chaker, un lieu où son père passait beaucoup de temps en tant qu'Oukil. Ahmed Bentriqui, Mohamed Bendebbah et Kaddour Ben Achour Zerhouni ont tous trois créé des œuvres intitulées Rebi'ia. 
Ahmed Bentriqui, est cité aux côtés de son maître Saïd El-Mendassi, parmi les compositeurs les plus anciens du style musical Hawzi. Une de ses premières chansons fut fiq ya nayam ousthayqad minal manem (« Réveille toi endormi, sors de ton sommeil »). Dans son vaste poème intitulé al-aïd kebir oua-l-ferdja fi bab al-djiad (« L'aïd al-kebir et la fête est à la porte des coursiers »), le poète évoque les divers styles ou genres musicaux entonnés à Tlemcen. Parmi ceux-ci, il mentionne Gharnata, Beldi (hawzi) et Oubad. Ce dernier style fait allusion aux textes chantés de la tradition populaire, qui se distingue par une richesse de maximes transmises par les grands aèdes populaires maghrébins. Sa pièce Ya bnet el bahdja, est chantée dans le style aroubi à Alger et Blida. Plusieurs de ces compositions ont intégré le chant religieux Medh et Sama'a tel Damaï sakib.
Ahmed Ben Triki était capable d'écrire dans les deux styles classique et populaire. Son œuvre fit incursion dans la conception de la Sana'a des écoles de Tlemcen, d'Alger et de Constantine. Il est ainsi l'un des auteurs locaux de la sanaa-gharnata de Tlemcen,,, : 
- Hark dhana mouhdjati (« La blessure hante mon âme ») (B'taîhi raml al âchiya)
- Saraqa al ghousnou qadda mahboubi (« Un surgeon à la taille de ma Bien aîmée »),
- Aliftou al-bouqa (inçiraf raml al-achiya, maya, raml al-maya)
- Al djamal fettan (m'ceddar hsin, rasd ed-dil)
- Ya habibi alach djafit
- Kam li ya ikhouan (n'qlab zidane)
- Ya man sakan sadri (m'ceddar mezmoum)
- In qarabou ah (inçiraf h'sin, zidane, maya, rasd ed-dil, raml maya)
- Ama tara damaï sakib (inçiraf h'sin)
- Koum naghnamou al-achiya (inçiraf h'sin)
- Ya ouyoun ar-rim (inçiraf raml al-achiya)
- Kad ata waqtou al-hana (inçiraf raml al-achiya)
- Rabi ya moudjib abdou (inçiraf raml al-maya)
- Achiya fi rawdin âadjib (inçiraf raml al-maya)
- Man yâati kalbou li-l-milah (darj zidan, n'klab moual)
- Qoum yassir lana al-qitâan (inçiraf rasd, dil, maya, sika, mezmoum) -
- Dakhaltou er-riadh madhouch (inçiraf raml, maya, mezmoum)
- Salli Houmoumek (m'ceddar zidan, btaïhi raml al-maya, inçiraf djarka)

Ahmed Ben Triki a laissé en héritage une œuvre remarquable dans le genre du Hawzi, :
- Tal âdabi oua tâl nekdi (« Mon épreuve n'a que trop duré »)
- Ya layam lach tloum (« Ô plaintif cesse tes remontrances »)
- Sahm fi qâws chebiliani (« Une épée au milieu d'un arc sévillan »)
- Lik nachki bi amri (« A toi je raconte mes peines »)
- Ghab aliya khial Mouny (« L'ombre de Mouny disparaît »)
- Ana ballâh oua bi-chrâ ya lahbab maâkoum
- Nirân châ'la feknâni talhab lahîb
- T'âl nahbî oua dmoûï koul youm zerrâb
- Yâ lahbab mâlkoum layya ghoddab
- Ana rabbî qdâ layya
- Ya-l- ouachchâm dkhil lik
- Nachkor qeddek min chouâqî ouanqoûl flânâ
- Qalbi bel- houb çâr mefnî
- Yâ âchiq adornî, qalbî enkouâ bi-l - djemer
- Yâ ochchâq az-zîn, sa doû, ouâk el-qalb hzîn
- Anâ l-madjrouh bel- mhebba, kîfâch n'ouâsî
- Dami sakîb, ouan - nâr fekbâdi
- Halet nîrân akbâdi
- Niltou l-marâm, billâh hâdi l-qitâr

## Exemple d'un poème
Le début du poème, Ah, dans quel état je suis !, traduit par Souhel Dib :

« Ma torture ne cesse point; la mauvaise fortune me poursuit; l'attente m'anéantit.

Ah, dans quel état je suis!
Le tempérament de cette gazelle rend mon mal de moins en moins supportable. 

O gens, il ne saurait y avoir chez les plus puissants des seigneurs une femme dont la beauté serait pareille à celle de ce faon.
 
Je ne peux me séparer de toi, être dont le nom même est plein de charme.

Elle dépasse de loin toutes les belles et m'empêche de garder un esprit clair. Ah, dans quel état je- suis!

Quiconque la rencontre perdra la raison tant sa beauté est unique, sans pareille ni dans les temps passés ni dans ceux à venir. 

Ah, dans quel état je suis! Ah, comme ton éloignement m'est cruel, toi au regard d'aiglonne!
Tes sourcils sont tracés à l'encre: lignes arquées exécutées par la main d'un maître. 

Tes yeux sont langoureux et tes cils ont le teint noir du jais. Roses sont tes joues et ta bouche a la finesse d'une bague. 

Le timbre de ta voix se confond avec les chants du rossignol, et cela, je le trouve ravissant. 

Ah, dans quel état je suis! 

Le rouge de tes lèvres évoque le sang ou le kermès liquide qui remplirait une coupe de cristal. 

Ton visage et ton front - blancheur aveuglante - brillent comme la lune au milieu du firmament. 

Ah, dans quel état je suis! Réduit à la solitude, j'ai perdu le bonheur de vivre. »